# Eumichtis mamestroides
Eumichtis mamestroides là một loài bướm đêm trong họ Noctuidae.